# Pravice
Pravice är en ort i Tjeckien.   Den ligger i regionen Södra Mähren, i den sydöstra delen av landet, 200 km sydost om huvudstaden Prag. Pravice ligger 188 meter över havet och antalet invånare är 322.
Terrängen runt Pravice är platt. Runt Pravice är det ganska tätbefolkat, med 56 invånare per kvadratkilometer. Närmaste större samhälle är Hrušovany nad Jevišovkou, 3,4 km öster om Pravice. Trakten runt Pravice består till största delen av jordbruksmark.